# Войны Восточной Хань с цянами
Войны Восточной Хань с цянами (кит. упр. 东汉与羌的战争) — серия конфликтов между китайской империей Восточная Хань и племенами цянов в I—III веках.

## Предыстория
В древности цянские племена жили в верховьях Хуанхэ. Во II веке до н. э. они были оттеснены китайскими войсками к озеру Кукунор. Однако в начале I века восстание «краснобровых» и последующая гражданская война в империи Хань позволили цянам частично вернуться назад. Они попытались воспользоваться внутрикитайскими неурядицами, но волнения 34—36 годов были подавлены китайскими пограничными частями.

## Ход событий

### Восстание шаоданских цянов
К середине I века цяны смогли объединиться под руководством рода Шаодан. В 56 году глава рода — Тяньу — начал открытую войну с империей Хань; его первоначальному успеху способствовало то, что китайские войска, начав карательную войну против цянов, истребили остатки его соперников, после чего к восстанию примкнули все цяны. В 57 году Тяньу с 5 тысячами конников вторгся в округ Лунси (陇西郡, правление размещалось на территории современного уезда Миньсянь провинции Ганьсу), и разгромил войска лунсиского тайшоу Лю Сюя (刘盱). Центральное правительство отправило на подавление восстания войска под руководством Чжан Хуна (张鸿), но Тяньу разгромил и их. Тогда было отправлено сорокатысячное войско под командованием Доу Гу и Ма У, которое в 58 году разгромило цянов. Тяньу бежал в горы, а в 59 году изъявил покорность, и восстание закончилось. Расследование причин восстания выявило огромную коррупцию чиновников, поставленных управлять цянскими землями; они были отданы под суд и казнены. Должность наместника в цянских землях была упразднена, а Тяньу был утверждён правителем своего народа; таким образом, несмотря на поражение в восстании, он добился своего.
В 77 году разразилось новое восстание, которое возглавил Миу — сын умершего Тяньу. Цяны разбили китайские пограничные войска, однако правительство отправило против них армию под командованием Ма Фана и Гэн Гуна. Цяны были разгромлены и, потеряв свыше 4 тысяч человек, были вынуждены покориться.
В 87 году китайский пограничный наместник Фу Юй сам напал на цянов с 3 тысячами всадников, но попал в засаду и погиб в бою. Миу ответил контрнабегом, потерпел поражение и предложил вступить в переговоры. На переговорах правитель округа Лунси угостил цянских послов отравленным вином, в результате чего погибло 800 цянских старейшин, включая Миу. Сын Миу — Митан — проиграл сражение китайским войскам, однако к нему начали стекаться цяны, и китайским властям пришлось признать, что войну легко выиграть не удастся. Правитель округа Лунси был отдан под суд, а с Митаном попытались договориться, однако Митан убил парламентёров и продолжил борьбу. В 97 году он прорвался на территорию округа Лунси и присоединил к себе проживавших там цянов. Однако регулярные войска благодаря численному перевесу смогли подавить цянов, и в 99 году Митан приехал в Лоян для переговоров о мире.
В 100 году цяны восстали вновь, и первой жертвой Митана стал один из родов, перешедших на сторону империи Хань, который был разгромлен. Однако другие роды, утомлённые долгой борьбой и не видевшие перспектив в восстании, не поддержали Митана. В битве на реке Юаньчуань он был разбит, и с остатками своих сторонников бежал к верховьям Хуанхэ. Там он заболел и умер, а его сын, вернувшись, покорился империи Хань.

### Второе цянское восстание
В 106 году империей Хань был потерян Западный край. Для его возвращения был немедленно организован военный поход, причём необходимую лёгкую конницу было решено набрать среди покорённых цянов. Однако набранные и отправленные в походы цяны разбежались. Для подавления восстания пришлось отозвать войска, направленные на отвоевание Западного края. Бои шли с переменным успехом вплоть до 118 года, но и впоследствии китайской лёгкой коннице приходилось вплоть до 126 года ежегодно совершать походы, усмиряя отдельные цянские роды.

### Третье цянское восстание
В 134 году цяны восстали вновь. Шесть лет боевые действия сводились к партизанской войне и карательным походам, однако в 140 году началось всеобщее восстание. Против цянов была брошена пятидесятитысячная армия во главе с Ма Сянем, но в 141 году она была разгромлена, а Ма Сянь и два его сына попали в плен к цянам и были обезглавлены. Однако цяны были обескровлены предыдущими войнами не меньше, чем китайцы, и к 145 году стали ослабевать.

### Четвёртое цянское восстание
В 159 году цяны восстали вновь. Набеги и карательные экспедиции чередовались десять лет. Восстание удалось подавить лишь тогда, когда китайский полководец Дуань Цзюн перешёл к прямому истреблению противника.

## Итоги
Подавление цянских восстаний стоило империи Хань огромных средств и оттягивало на себя войска, остро нужные в других местах. Однако окончательно покончить с цянами империи Хань так и не удалось: когда началось положившее конец империи восстание Жёлтых повязок — цяны восстали вновь.